# Пац, Казимир
Казимир Пац (? — 1695) — римско-католический и государственный деятель Великого княжества Литовского, пробст слонимский (1643), секретарь королевский (с 1650 года), пробст белостокский (1654), виленский и гераненский (1662), каноник виленский (1657), епископ смоленский (1664—1667) и жемайтский (1668—1695).

## Биография
Представитель литовского магнатского рода Пацов герба «Гоздава». Младший сын воеводы трокского Петра Паца (ок. 1570—1642) от второго брака с Гальшей (Эльжбетой) Шемет (ум. 1652). Старшие братья — подкоморий великий литовский Феликс Ян, Иероним Доминик, обозный великий литовский Бонифаций Теофил и гетман великий литовский Михаил Казимир.
Учился в Вильно, где еще тогда решил посвятить себя духовной карьере. В 1643 году упоминается в сан пробста слонимского. В 1650 году — секретарь королевский, в 1654 году стал пробстом белостокским и кусташем пильтенским. В 1657 году Казимир Пац был назначен каноником виленским.
Во время русско-польской войны (1654—1667) Казимир Пац попал в русский плен, после возвращения из которого в 1662 года был назначен пробстом виленским и гераненским. В 1664 году получил сан епископа смоленского, а в 1668 году — епископа жемайтского.
Активно участвовал в политической жизни, принимал участие в сеймах. Неоднократно был кандидатом на должность епископа виленского, однако не смог получить необходимую поддержку в связи с уменьшением влияния Пацов в Великом княжестве Литовском.
В 1668 году после отречения от престола польского короля Яна Казимира Вазы епископ жемайтский Казимир Пац поддерживал кандидатуру русского царевича Фёдора Алексеевича на вакантный трон Речи Посполитой.
В 1683 году епископ Казимир Пац приобрел у Екатерины Станкевич часть имения в Занарочи вместе с Козинцом. В 1689 году епископ перепродал Занарочь и Козинец свой сестре Екатерине Данилевич из Пацов.